# Ludwig Wilhelm Sachs
Ludwig Wilhelm Sachs (* 29. Dezember 1787 in Groß-Glogau, Fürstentum Glogau; † 17. Juni 1848 in Königsberg (Preußen)) war ein deutscher Arzt und Hochschullehrer in Königsberg.

## Leben
Sachs, der seit seiner Kindheit in Königsberg lebte, wuchs in bescheidenen Verhältnissen auf. Nach einer Kaufmannslehre, die er nach vier Jahren abbrach, studierte er ab 1807 Medizin in Königsberg, Berlin und Göttingen. Sachs wurde 1812 in Göttingen promoviert. Nachdem er 1814 einige Zeit als praktischer Arzt in den Kriegslazaretten in Königsberg tätig gewesen war, habilitierte Sachs sich 1816 an der Universität Königsberg. 1818 wurde er zum außerordentlichen Professor ernannt. 1826 folgte die Berufung zum ordentlichen Professor für Pathologie und praktische Medizin in Königsberg. 1832 übernahm er die Leitung der Poliklinik in Königsberg. 1827/28 und 1835/36 war Sachs Prorektor der Alma Mater. 1840 wurde er zum Geheimen Medizinalrat ernannt.

## Werke
- Ueber Wissen und Gewissen. Reden an Aerzte, Berlin 1826.
- Versuch zu einem Schlußwort über S. Hahnemann's homöopathisches System nebst einigen Conjecturen, Leipzig 1826.
- Handbuch des natürlichen Systems der praktischen Medicin, Theil 1, Abt. 1–2, Leipzig 1828/29.
- mit Friedrich Dulk: Handwörterbuch der practischen Arzneimittellehre. Zum Gebrauch für angehende Aerzte und Physici, 3 Bde., Königsberg 1830–1839.
- Die Cholera, nach eigenen Beobachtungen in der Epidemie zu Königsberg im Jahre 1831 nosologisch und therapeutisch dargestellt, Königsberg 1832.